# Duc de Talleyrand
Pour les articles homonymes, voir Talleyrand (homonymie).
Le titre français de duc de Talleyrand a été créé en 1814 pour la maison de Talleyrand-Périgord et s'est éteint en 1968.

## Création
Charles-Maurice de Talleyrand-Périgord fut l'un des hommes d'État les plus importants de la fin du XVIIIe siècle et du début du XIXe. En tant que ministre des Relations extérieures et grand chambellan sous Napoléon Ier, il reçut le titre de prince de Bénévent en 1806.
Au moment de la défaite de Napoléon en 1814, Talleyrand agit pour la Restauration de Louis XVIII et l'établissement d'une monarchie constitutionnelle. En tant que ministre des Affaires étrangères, il négocie les conditions du traité de Paris, qui voit la restitution de Bénévent au pape. En compensation, il reçoit le titre de prince de Talleyrand et un siège à la chambre des pairs.
En 1815 le titre est rendu héréditaire, puis attribué en 1817 à son neveu Edmond; les lettres patentes du titre sont publiées en 1818, avec une promesse d'établissement de majorat effective en 1821.

## Liste des ducs
1. 1814-1838 : Charles-Maurice de Talleyrand-Périgord (1754-1838), qui reçut à titre personnel le titre de prince de Talleyrand (1814).
1817-1838 : Archambaud de Talleyrand-Périgord (1762-1838), frère cadet du prince de Talleyrand, qui obtint le titre de duc de Talleyrand par courtoisie, du vivant de son frère.
2. 1838-1872 : Alexandre Edmond de Talleyrand-Périgord (1787-1872), neveu du prince de Talleyrand et fils d'Archambaud de Talleyrand. Connu sous son autre titre de duc de Dino.
3. 1872-1898 : Napoléon-Louis de Talleyrand-Périgord (1811-1898), fils d'Edmond de Talleyrand. Connu d'abord sous le titre de duc de Valençay.
4. 1898-1910 : Charles Guillaume Frédéric Boson (Ier) de Talleyrand-Périgord (1832-1910), fils de Louis de Talleyrand. Connu sous son autre titre de duc de Sagan.
5. 1910-1937 : Marie Pierre Louis Hélie de Talleyrand-Périgord (1859-1937), fils de Boson de Talleyrand. Connu sous son autre titre de prince de Sagan.
6. 1937-1952 : Paul Louis Marie Archambault Boson (II) de Talleyrand Périgord (1867-1952), frère d'Hélie de Talleyrand ; connu sous le titre de "duc de Valençay".
7. 1952-1968 : Hélie de Talleyrand-Périgord (1882-1968), cousin issu de germain de Boson (II) de Talleyrand, et petit-fils d'Alexandre-Edmond, duc de Dino (1813-1894). Connu d'abord sous le titre de "marquis de Talleyrand" .